# En-rogel

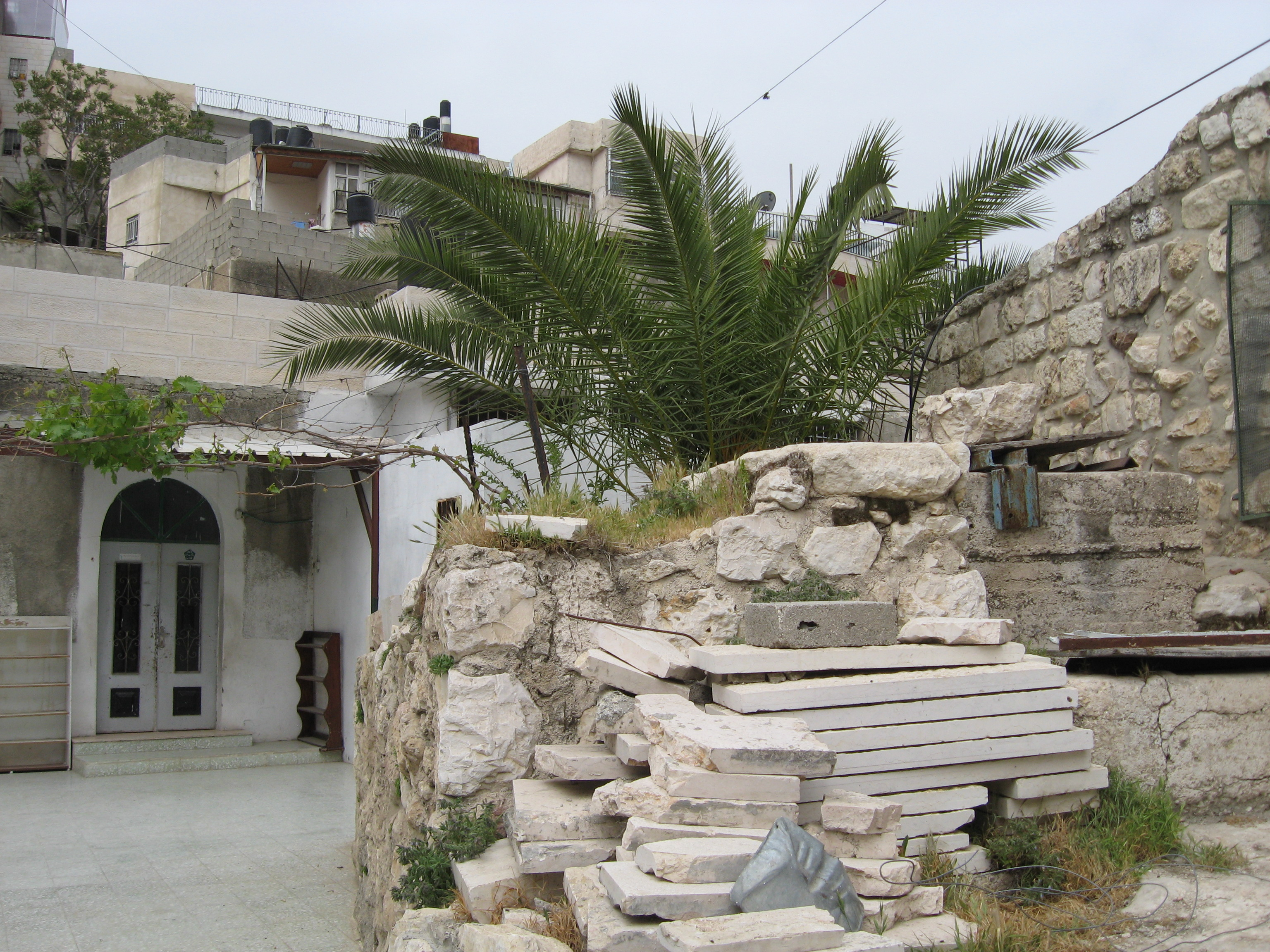
Le puits En-rogel (à droite) et la cour de la mosquée.

En-rogel  ou en-roghel ou en-roguel ou Ein-Roguel(Hébreu : ‛êyn rôgêl עין רגל) est un site biblique situé près de Jérusalem. Ce point d'eau servit de cachette à Jonathan et Ahimaaç, espions de David et se trouvait à proximité de la pierre de Zohéleth où Adonias organisa une fête sacrificielle alors qu'il prétendait au trône. Aux temps anciens, en-rogel marquait la frontière entre la Judée et Benjamin,. Le caractère supposé sacré de la fontaine suggère qu'il s'agit de la 
fontaine du dragon mentionnée dans le Livre de Néhémie.
Il existe plusieurs candidats pour l'emplacement de ce point d'eau
- La fontaine de la Vierge (ain Sitti Maryam maintenant Ain Umm ed-Deraj), l'unique réelle source proche de Jérusalem;
- Le puits de Néhémie[1] ou puits de Job [8]ou source du Foulon[9] (Bir-Eyyub) à la jonction des vallées du Cédron et de la Géhenne (Wadi er-Rababi).

La seconde identification est étayée par le fait que, selon le livre des Rois, la source était  proche de la roche Zoheleth (peut-être Ez-zehweleh).
La seconde identification est soutenue par les auteurs de la Traduction œcuménique de la Bible du fait que, d'après Flavius Josèphe, la source se situait près des jardins royaux. Ses détracteurs font observer que les textes parlent d'une source et non d'un puits. Mais Flavius Josèphe (Antiquités IX,225) témoigne d'un tremblement de terre qui aurait démoli une partie de la colline et des jardins royaux, ce qui pourrait suggérer que la source ait pu se boucher.

## Sources
Tout ou partie de cet article est issu d'une traduction de l'article En-Rogel de l'Encyclopædia Biblica